# Laurent Albarracin
Laurent Albarracin est un poète et éditeur français, né le 13 août 1970 à Angers. Il dirige les éditions Le Cadran ligné qui publient essentiellement de la poésie. 
Il a participé au Jardin ouvrier autour d'Ivar Ch'Vavar à la fin des années 1990. Proche de Pierre Peuchmaurd, il lui a consacré un volume de la collection « Présence de la poésie » (Éditions des Vanneaux, 2011).  
Il a co-animé la revue Catastrophes, avec Guillaume Condello et Pierre Vinclair, de 2017 à 2025.  
Après avoir tenu une chronique de poésie sur le site de Pierre Campion, il donne aujourd'hui des notes de lecture sur Poesibao ou En attendant Nadeau qu'il rassemble ensuite dans des volumes de Lectures (éditions Lurlure).   

## Publications
- Les jardins nucléaires, L’Air de l’eau, 1998.
- Le feu brûle, Atelier de l’Agneau, 2004.
- De l’image, L’Attente, 2007[5].
- Pierre Peuchmaurd, témoin élégant, Montréal, L'Oie de Cravan, 2007.
- Cartes sur l’eau, Simili Sky, 2008.
- Le Verre de l'eau et autres poèmes, le Corridor bleu, 2008.
- Louis-François Delisse, Éditions des Vanneaux, 2009
- Explication de la lumière, Dernier Télégramme, 2010
- Pierre Peuchmaurd, présentation et choix des textes, Éditions des Vanneaux, coll. « Présence de la poésie », 2011
- Le Secret secret, Flammarion, 2012.
- Résolutions, L’Oie de Cravan, 2012.
- Le Ruisseau, l'éclair, Rougerie, 2013.
- Le Citron métabolique, Le Grand Os, 2013.
- Les Oiseaux, photomontages de Maëlle de Coux, Éditions des Deux Corps, 2014.
- Fabulaux, dessins de Diane de Bournazel, Éditions Al Manar, 2014.
- Le Déluge ambigu, frontispice de Jean-Pierre Paraggio, Pierre Mainard éditeur, 2014
- Herbe pour herbe, Dernier Télégramme, 2014
- Mon étoile terreuse, dessins de Jean-Gilles Badaire, Circa 1924, 2014
- Le Grand Chosier, le Corridor bleu, 2015.
- Cela, Rougerie, 2016.
- La Revanche des possibles, sur quatre dessins d'Emmanuel Boussuge, Recoins, 2016.
- A, images de Jean-Pierre Paraggio, Le Réalgar, 2017.
- Broussailles, peintures d'Aaron Clarke, L'Herbe qui tremble, 2017.
- Plein vent (111 haïkus), Pierre Mainard éditeur, 2017.
- Res Rerum, Arfuyen, 2018.
- Pourquoi ? suivi de Natation, PURH, 2020.
- L’Herbier lunatique, Rougerie, 2020.
- Lectures : 2004-2015, Lurlure, 2020[6].
- Contrebande, préface de Pierre Vinclair, Le Corridor bleu, Collection S!NG, 2021.
- Manuel de Réisophie pratique, Arfuyen, 2022.
- Si étant faux, L'étoile des limites, 2022.
- Le Château qui flottait, préf. Emmanuel Boussuge, Lurlure, 2022.
- Shifumi, frontispice de Yuka Matsui, Éditions Pierre Mainard, 2022.
- La Boîte à proverbes (avec Jean-Daniel Botta), Éditions Venus d'ailleurs, 2024.
- Presque rien suivi de Là (avec Christian Viguié), Éditions Le Silence qui roule, 2025.
- Le Message réisophique, Arfuyen, 2025.
- Lectures : 2016-2023, Lurlure 2025.